# Länsresidenset i Växjö
Länsresidenset i Växjö är en byggnad vid Stortorget i Växjö, som inrymmer bostads- och representationslokaler för landshövdingen i Kronobergs län . Byggnaden förvaltas av Statens fastighetsverk  och är byggnadsminne sedan 1935. 

## Historik

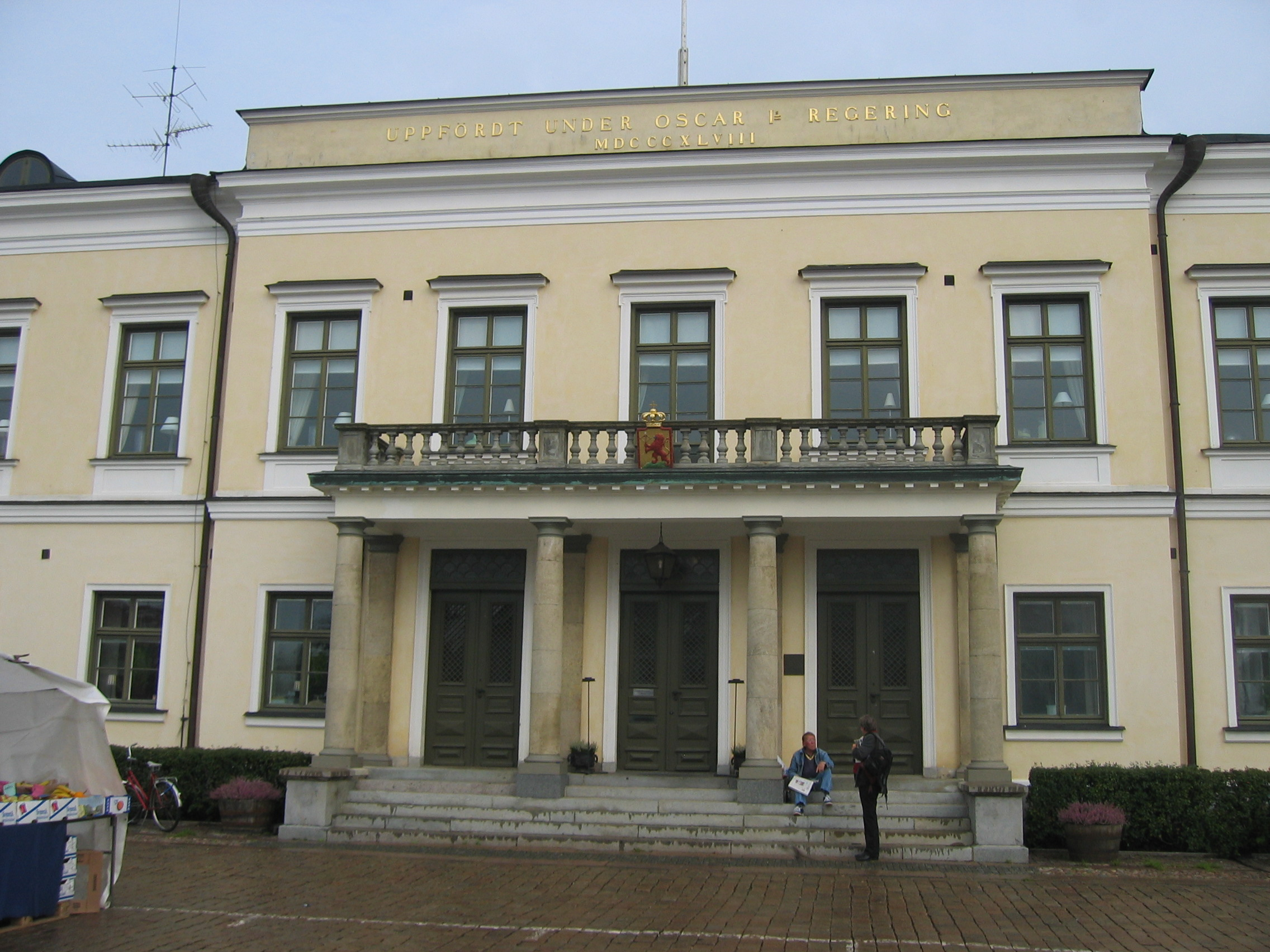
Portalen till Länsresidenset i Växjö med texten Uppfördt under Oscar I:s regering, MDCCCXLVIII (1848).

Byggnaden uppfördes åren 1844–1848 efter ritningar av Carl Gustaf Blom Carlsson. Om- och tillbyggnader skedde omkring år 1900 och på 1940-talet. Senaste invändiga renoveringen genomfördes 2001–2003.
Det småländska hövdingadömet delades år 1639 i två län. De två länen blev Jönköpings län och Kronobergs län. Ett residens uppfördes vid Stortorget i Växjö.
Väster om torget byggdes år 1674 ett nytt residens. År 1690 brandhärjades detta, och ett nytt kungshus var färdigt 1697, men detta innehöll endast ämbetslokaler.
Kronobergs kungsgård blev landshövdingens bostad omkring 1690. I slutet av 1690-talet var indelningsverket infört i nästan alla de landskap i vilket det skulle vara bas för rekryteringen. Det var Karl XI som var skapare av det yngre indelningsverket, som man då införde, och det var grundat på naturahushållning. Det innebar att kronans befattningshavare skulle ha sin utkomst av jordbruket. Fram till 1848 förblev Kronobergs kungsgård landshövdingens bostad. Det var sedan landshövdingarnas sommarställe fram till 1880. Ända till år 1911 ingick Kronobergs kungsgård i landshövdingens löneinkomster.

### 1700-talet
År 1749 revs kungshuset vid torget och arkitekten friherre Carl Hårleman fick i uppdrag att rita ett nytt residens, men det var då bara flyglarna som byggdes. I den stora branden år 1799 förstördes flyglarna. Även 1838 förstördes nästa residensbyggnad av en eldsvåda.

### 1800-talet
Växjö stad har drabbats av omfattande bränder]vid ett flertal tillfällen. Bränderna har påverkat hur staden har byggts upp och fått för prägel och utseende. Branden 1843 var den värsta brandkatastrofen i Växjös historia. Hela 80 av stadens gårdar brann ner och över 1000 personer blev utan hem. Det var bara ett fåtal kvarter utefter Sandgärdsgatan, väster om Båtsmansområdet, som klarade sig. Bebyggelsen kring kyrkan och biskopskvarteret och några enstaka byggnader i stadens utkant undgick också branden. År 1844, året efter den stora branden, gjordes en ny stadsplan med breda gator. På norra sidan av torget fick Kronan en stor tomt och här byggdes åren 1844-1848 det nuvarande residenset. Huvudbyggnaden är 54 meter lång och sträcker sig över hela norra sidan av torget.  Dessutom uppfödes två envåningsflyglar, som rymde sådana uthusfunktioner såsom stall, vagnshus, kuskbostad och tvättstuga. Länsstyrelsens våning fanns på bottenvåningen och en trappa upp fanns landshövdingens våning, som fattade 24 rum.
Byggnaden uppfördes i tegel i två våningar i senempire och fasaderna putsades och avfärgades, förmodligen i en gul kulör. Arkitekt var Carl Gustaf Blom Carlsson (1799-1868). Blom Carlsson var elev vid Kungliga Akademien för de fria konsterna, som 1825 kallade honom till lärare i den förberedande byggnadsskolan, 1826 till agré, 1837 till ledamot och 1841 till vice professor i byggnadskonst. 1818 hade han blivit konduktör vid Överintendentsämbetet, där han 1862-1864 var intendent. I Stockholm anställdes han vid Stockholms brobyggnader och hamnbyggnader 1823 och blev arbetschef 1845-1849. 1845-1864 var han vice stadsarkitekt i huvudstaden. 
Residensets trädgård anlades av diktaren Gunnar Wennerberg (1817-1901). Wennerberg var ämbetsman, politiker, skald och tonsättare och mest känd för sin sångcykel med text och musik i Gluntarne. Vidare var han ecklesiastikminister 1870–1875 och 1888–1891, samt landshövding i Kronobergs län 1875–1888.

### 1900-talet
Omkring år 1900 gjordes en del ombyggnader och bland annat ersattes trädgårdsmuren i norr av den nuvarande envåningslängan ritad av arkitekt Erik Josephson (1864-1929). Ekonomiflyglarna byggdes om och till under 1940-talet för att användas av länsstyrelsen. Länsarkitekt Hans Lindén var arkitekt för ombyggnaden.
Åren 2001-2003 renoverades interiörer och inredning.

### Stadshuset byggdes som en pendang

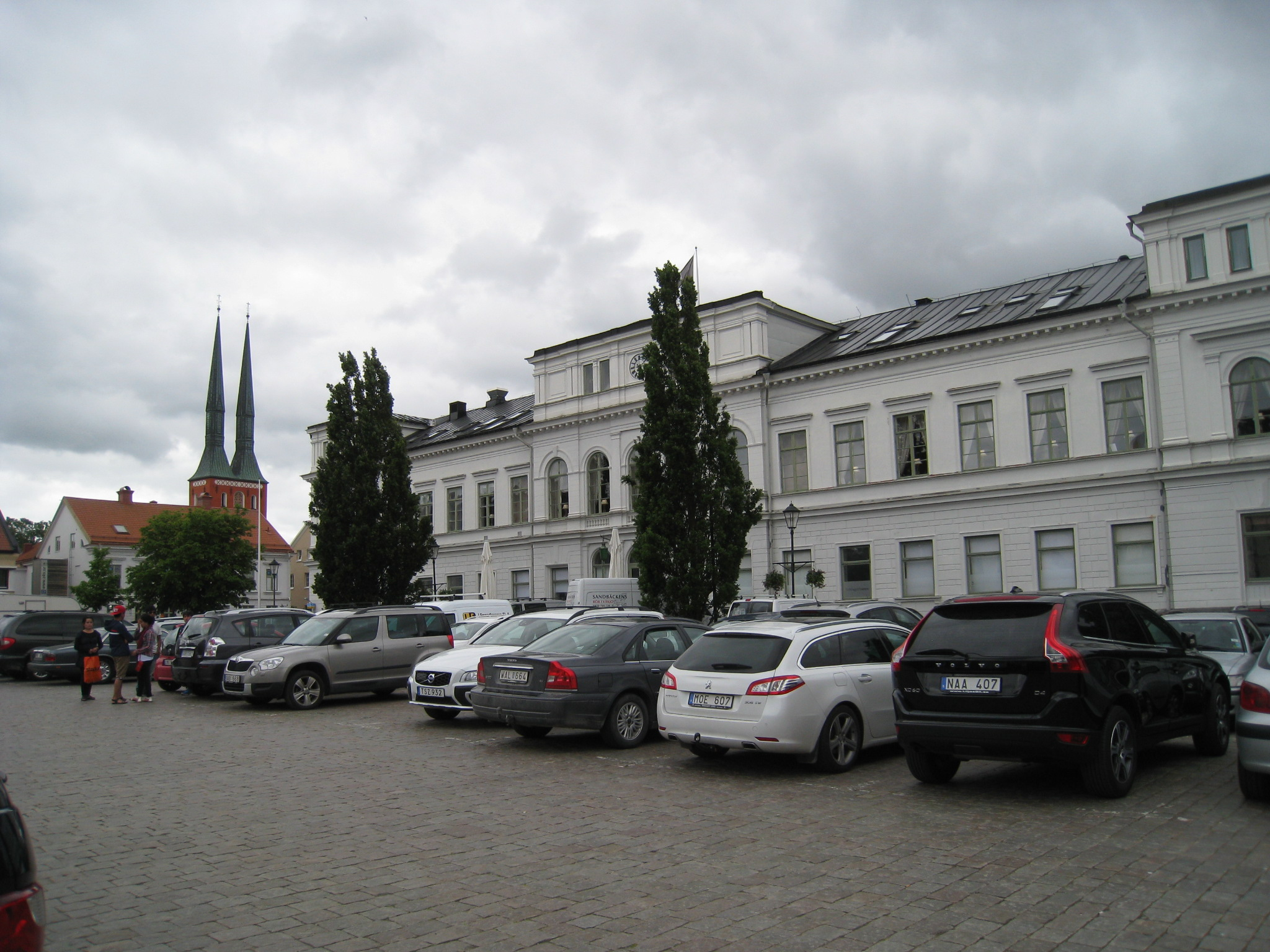
Det tidigare Stadshuset, som byggdes 1849-1852, är numera Stadshotell i Växjö. Till vänster syns tornen till Växjö domkyrka.

Som en pendang till residenset byggdes på andra sidan torget Stadshuset åren 1849-1852. Arkitekt var länsarkitekten Theodor Anckarsvärd (1816-1878). Anckarsvärd blev 1852 länsbyggmästare i Växjö, och åren 1855-1877 var han intendent vid Fångvårdsstyrelsen. Theodor Anckarsvärd var även arkitekt till Växjö Teater, som byggdes och invigdes 1849 och som 1964 förklarades som statligt byggnadsminne, liksom Residenset i Växjö.